# إدريس رحمن
إدريس رحمن (بالإنجليزية: Idris Rahman)‏ هو ملحن ومنتج أسطوانات بريطاني، ولد في 16 يوليو 1976 في تشيتشستر في المملكة المتحدة.

## وصلات خارجية
- إدريس رحمن على موقع IMDb (الإنجليزية)
- إدريس رحمن على موقع ميوزك برينز (الإنجليزية)
- إدريس رحمن على موقع أول ميوزيك (الإنجليزية)
- إدريس رحمن على موقع ديسكوغز (الإنجليزية)